# Schallbach
Schallbach là một đô thị trong huyện Lörrach bang Baden-Württemberg thuộc nước Đức. Đô thị Schallbach có diện tích 3,95 km², dân số là 728 người.